# José Manuel Jurado
José Manuel Jurado Marín (n. 29 iunie 1986) este un fotbalist spaniol retras din activitate, care a evoluat pe postul de mijlocaș ofensiv.
În cariera sa, Jurado a mai jucat la ambele echipe majore din Madrid, Real și Atlético, însă fără mare succes. De asemenea fotbalistul a mai petrecut trei ani la echipa germană Schalke 04.

## Palmares
Atlético Madrid
- Cupa UEFA Intertoto: 2007
- UEFA Europa League: 2009–10
- Supercupa Europei: 2010
- Copa del Rey:

Finalist 2009–10
Schalke 04
- DFB-Pokal: 2010–11
- DFL-Supercup: 2011

## Statistici club
La 2 august 2013.
| Club            | Sezon    | Campionat | Campionat | Campionat | Cupă    | Cupă   | Cupă    | Continent | Continent | Continent | Total   | Total  | Total   |
| Club            | Sezon    | Meciuri   | Goluri    | Assists   | Meciuri | Goluri | Assists | Meciuri   | Goluri    | Assists   | Meciuri | Goluri | Assists |
| --------------- | -------- | --------- | --------- | --------- | ------- | ------ | ------- | --------- | --------- | --------- | ------- | ------ | ------- |
| Real Madrid     | 2005–06  | 3         | 0         | 0         | –       | –      | –       | 1         | 0         | 0         | 4       | 0      | 0       |
| Atlético Madrid | 2006–07  | 33        | 0         | 4         | 4       | 0      | 0       | –         | –         | –         | 37      | 0      | 4       |
| Atlético Madrid | 2007–08  | 16        | 2         | 1         | 1       | 0      | 0       | 9         | 1         | 0         | 26      | 3      | 1       |
| Mallorca        | 2008–09  | 35        | 9         | 10        | 4       | 0      | 0       | –         | –         | –         | 39      | 9      | 10      |
| Atlético Madrid | 2009–10  | 38        | 7         | 5         | 9       | 2      | 2       | 17        | 0         | 2         | 64      | 9      | 9       |
| Atlético Madrid | 2010–11  | 1         | 1         | 0         | 0       | 0      | 0       | 1         | 0         | 0         | 2       | 1      | 0       |
| Spania          | Spania   | 126       | 19        | 20        | 18      | 2      | 2       | 28        | 1         | 2         | 172     | 22     | 24      |
| Schalke 04      | 2010–11  | 28        | 3         | 1         | 5       | 2      | 0       | 11        | 3         | 2         | 44      | 8      | 3       |
| Schalke 04      | 2011–12  | 18        | 0         | 5         | 2       | 0      | 1       | 7         | 1         | 1         | 27      | 1      | 7       |
| Germania        | Germania | 46        | 3         | 6         | 7       | 2      | 1       | 18        | 4         | 3         | 71      | 9      | 10      |
| Spartak Moscova | 2012–13  | 18        | 3         | 5         | 1       | 0      | 0       | 5         | 0         | 1         | 24      | 3      | 6       |
| Spartak Moscova | 2013–14  | 3         | 2         | 0         | 0       | 0      | 0       | 0         | 0         | 0         | 3       | 2      | 0       |
| Rusia           | Rusia    | 21        | 5         | 5         | 1       | 0      | 0       | 5         | 0         | 1         | 27      | 5      | 6       |
| Total           | Total    | 193       | 27        | 31        | 26      | 4      | 3       | 51        | 5         | 6         | 271     | 36     | 40      |